# Condado de Bracken
El condado de Bracken (en inglés: Bracken County) es un condado en el estado estadounidense de Kentucky. En el censo de 2000 el condado tenía una población de 8.279 habitantes. La sede de condado es Brooksville. El condado fue formado en 1797 a partir de porciones de los condados de Campbell y Mason. Fue el 23° condado de Kentucky en ser fundado. Fue nombrado en honor a William Bracken, un agrimensor que vivió en el área.

## Geografía

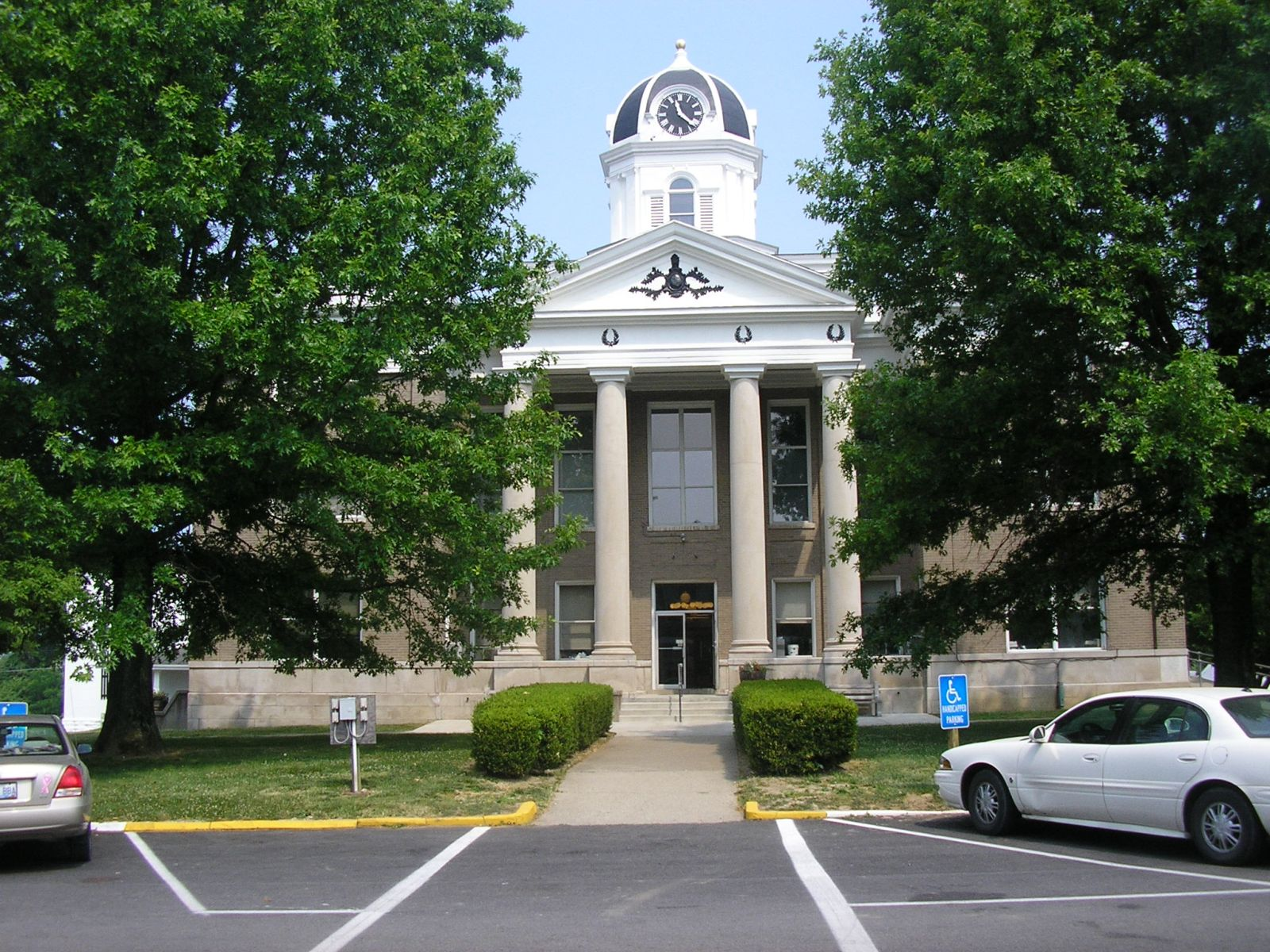
Juzgado del condado de Bracken en Brooksville.

Según la Oficina del Censo, el condado tiene un área total de 541 km² (209 sq mi), de la cual 526 km² (203 sq mi) es tierra y 16 km² (6 sq mi) (2,71%) es agua.

### Condados adyacentes
- Condado de Clermont, Ohio (norte)
- Condado de Brown, Ohio (noreste)
- Condado de Mason (este)
- Condado de Robertson (sur)
- Condado de Harrison (suroeste)
- Condado de Pendleton (oeste)

## Demografía
En el  censo de 2000, hubo 8.279 personas, 3.228 hogares y 2.346 familias residiendo en el condado. La densidad poblacional era de 41 personas por milla cuadrada (16/km²). En el 2000 había 3.715 unidades unifamiliares en una densidad de 18 por milla cuadrada (6,9/km²). La demografía del condado era de 98,48% blancos, 0,62% afroamericanos, 0,25% amerindios, 0,06% asiáticos, 0,04% isleños del Pacífico, 0,21% de otras razas y 0,35% de dos o más razas. 0,47% de la población era de origen hispano o latino de cualquier raza. 
La renta promedio para un hogar del condado era de $34.823 y el ingreso promedio para una familia era de $40.469. En 2000 los hombres tenían un ingreso medio de $31.503 versus $21.139 para las mujeres. La renta per cápita para el condado era de $16.478 y el 10,80% de la población estaba bajo el umbral de pobreza nacional.

## Ciudades y pueblos
- Augusta
- Brooksville
- Germantown